# Eugenia oligadenia
Eugenia oligadenia är en myrtenväxtart som beskrevs av Ignatz Urban. Eugenia oligadenia ingår i släktet Eugenia och familjen myrtenväxter. Inga underarter finns listade i Catalogue of Life.